# Vocea Inimii
Vocea Inimii este o telenovelă românească, difuzată de Antena 1, în perioada 2006 - 2007.

## Sinopsis
Telenovela relatează povestea Sidoniei (Maria Dinulescu), care nu reușește să își găsească un serviciu, iar mama ei îi dă un ultimatum: urmează a doua facultate sau se descurcă pe cont propriu. Sidonia alege a doua variantă si se mută cu Oana (Suzana Roșca), prietena ei.
Viața fetelor ia o turnură neasteptată când găsesc niște cărți de tarot. Datorita acestora, Sidonia îl va întalni pe Bogdan Popovici, personajul principal masculin, care s-a căsătorit foarte tânăr dar soția lui a murit într-un accident. A rămas să crească singur două fetițe gemene.

## Distribuție
- Maria Dinulescu - Sidonia Banu
- Ioan Isaiu - Bogdan Popovici
- Marius Bodochi - Gelu Popovici
- Andreea Măcelaru Șofron - Crina Popovici
- Olga Delia Mateescu - Gina Banu
- Alexandru Repan - Mircea Popovici
- Cezara Dafinescu - Ada Popovici
- Ion Cincașciuc - Yuri
- Ion Dichiseanu - Massimo
- George Alexandru - Fane Vasiliu
- Adina Popescu - Angela Vasiliu
- Toma Dănilă - Călin Vasiliu
- Alexandrina Halic - Cornelia Banu
- Andreea Băjan - Andreea Popovici
- Maria Băjan - Maria Popovici
- Ion Cosma - Marius Bălănescu
- Vladimir Drăghia - Paul
- Constantin Codrescu - Gheorghe Popovici
- Ionuț Adăscăliței - Traian
- Alexandra Ioachim - Sorana
- Carmen Stănescu - Valeria Popovici
- Nicole Duțu - Mihaela
- Dan Tomescu - Nicolae
- Nicolae Nastasia - Subcomisarul Hurmuzescu
- Suzana Roșca - Oana
- Viorica Vodă - Eugenia
- Sabrina Manoliu - Petruța